# Berts betraktelser
Berts betraktelser är inom Bert-serien ett gemensamt namn på dagboksromanerna Berts första betraktelser, Berts vidare betraktelser och Berts ytterligare betraktelser eller alla dessa tre upplästa i radio och 1992-1993 överförda på kassettband, med tillagda sånger på kassettbanden. Varje månad motsvarade ett kassettband som innehåller fyra sånger vardera.